# Verwaltungsgemeinschaft Hohnstein/Südharz

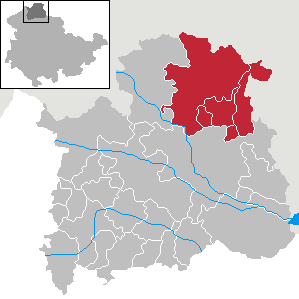
Lage der Verwaltungsgemeinschaft im Landkreis Nordhausen (Stand: 1. Juli 2018)

In der Verwaltungsgemeinschaft Hohnstein/Südharz aus dem thüringischen Landkreis Nordhausen hatten sich zuletzt fünf Gemeinden zur Erledigung ihrer Verwaltungsgeschäfte zusammengeschlossen.
Sitz der Verwaltungsgemeinschaft war im Ortsteil Ilfeld der Gemeinde Harztor.

## Lage
Die Verwaltungsgemeinschaft (VG) Hohnstein/Südharz lag gut 7 Kilometer nördlich der Kreisstadt Nordhausen. Im Norden grenzte das Gebiet der Verwaltungsgemeinschaft an den Harz, im Süden an die Stadt Nordhausen. Größter Fluss war die Bere, die Ilfeld und Niedersachswerfen durchfloss.

## Die Gemeinden
- Buchholz
- Harztor (Landgemeinde)
- Harzungen
- Herrmannsacker
- Neustadt/Harz

## Geschichte
Am 6. April 1994 wurde die Verwaltungsgemeinschaft gegründet.
Am 1. Dezember 2007 verließen die Gemeinden Petersdorf, Rodishain und Stempeda die Verwaltungsgemeinschaft und wurden nach Nordhausen eingemeindet. Die Gemeinden Ilfeld und Niedersachswerfen schlossen sich am 1. Januar 2012 zur Gemeinde Harztor zusammen.
Im Rahmen der Gebietsreform in Thüringen wurden zum 6. Juli 2018 Buchholz nach Nordhausen und Harzungen, Herrmannsacker und Neustadt/Harz nach Harztor eingemeindet. Damit wurde die Verwaltungsgemeinschaft aufgelöst. Letzter Gemeinschaftsvorsitzender war Bernd Meyer.

### Einwohnerentwicklung
Entwicklung der Einwohnerzahl:
| - 1994 – 9481 - 1995 – 9557 - 1996 – 9738 - 1997 – 9801 - 1998 – 9815 - 1999 – 9786 | - 2000 – 9779 - 2001 – 9755 - 2002 – 9657 - 2003 – 9547 - 2004 – 9530 - 2005 – 9463 | - 2006 – 9373 - 2007 – 8405 - 2008 – 8300 - 2009 – 8236 - 2010 – 8135 - 2011 – 8081 | - 2012 – 8002 - 2013 – 7948 - 2014 – 7964 - 2015 – 7954 - 2016 – 7941 |

 Datenquelle: ab 1994 Thüringer Landesamt für Statistik – Werte vom 31. Dezember